# Chelonoidis chilensis
Chelonoidis chilensis е вид костенурка от семейство Сухоземни костенурки (Testudinidae). Видът е уязвим и сериозно застрашен от изчезване.

## Разпространение
Разпространен е в Аржентина и Парагвай.